# Пески (Бахмачская городская община)
Пески́ (укр. Піски́) — село, Бахмачский район, Черниговская область, Украина.
Село расположено в 14 км от районного центра, города Бахмач. Является центром Песковского сельского совета в который входят села Варваровка, Запорожское, Кулешо́во, Оси́новка, Алексе́евка.

## Характеристика

### Объекты социальной сферы
- сельсовет (Украина, 16542, Черниговская область, Бахмачский район, село Пески, ул. Центральная, 32. Тел.: (04635) 4-45-45);
- сельское отделение почтовой связи Пески центра почтовой связи № 2 Черниговской дирекции Укрпочты. Почтовый индекс: 16542 (ул. Центральная, 60)[1];
- общеобразовательная школа І-ІІ ступени обучения (8-летняя) (ул. Центральная, 39)[2];
- фельдшерско-акушерский пункт;
- дом культуры (в состоянии ремонта);
- дошкольное учебное заведение «Солнышко»;
- библиотека.

### Объекты экономической сферы
В начале XXI века в селе создано сельскохозяйственное предприятие ЧСП «Песковское», которое является ориентиром для сельхозпроизводителей в животноводстве всего района.

## История
Село основано в начале 18 века генеральным судьей Василием Кочубеем на краю Куреньской степи возле песков. От этого и пошло название села. Историческая дата основания — 1790 год.
С 1861 года в составе Стрельницкой волости Борзнянского уезда. В 1862 году в селе построен деревянный Храм Каза́нской ико́ны Божией Матери, который относят к памятникам архитектуры.
Священники:
- 1887 — священник Андрей Диаконов и священник Георгий Миславский
- 1891 — священник Василий Петровский
- 1916—1920 — священник Петр Серединский

Советская власть установлена в январе 1918 года.
Жертвами голода в 1932—1933 годах стали 235 человек.
19 марта 1943 года по распоряжению гестапо были арестованы, а 20 марта казнены в Бахмаче четверо евреев из жителей села, трое из которых были детьми.
В 1976 году в селе возведен памятный знак воинам-односельчанам, погибшим на фронтах Великой Отечественной войны.
В 60-80-х годах в селе была центральная усадьба колхоза имени В. В. Куйбышева. Председатель колхоза им. Куйбышева В. Я. Сидоренко как передовик награждён орденом Ленина и Трудового Красного Знамени.
Возле села велись археологические раскопки, которые идентифицированы как остатки поселения эпохи неолита 5-2 тыс. до н. э.

## Транспорт
Через село проходит ветка Юго-западной железной дороги сообщением Бахмач-Пассажирский — Нежин с остановочной платформой Старый луг, а также автодорога Т-2514.

## Персоналии

### Погибшие в Великой Отечественной войне
- Притыковская Анастасия Филипповна — подпольщица. Погибла в 1942 году[6].
- Бараныко Андрей Макарович — младший лейтенант 1240 стрелкового полка, 372 стрелковой дивизии. Погиб 19.10.1941 г[7].
- Давиденко Иван Иванович — красноармеец, рядовой 399 ВГ. Погиб 16.07.1941 г.[8].
- Кащенко Андрей Семенович — красноармеец, рядовой в/ч п/п 66187. Погиб 26.08.1942 г[9].
- Коваленко Трофим Евмениевич — красноармеец, рядовой 1068 стрелкового полка, 313 стрелковой дивизии. Погиб 8.05.1945 г[10].
- Курилец Михаил Васильевич — красноармеец, рядовой 47 стрелкового полка, 15 стрелковой дивизии. Погиб 10.01.1944 г[11].
- Маковей Иван Тихонович — красноармеец, рядовой 454 стрелкового полка, 100 стрелковой дивизии. Погиб 11.08.1944 г[12].
- Полетун Михаил Антонович — красноармеец, рядовой 221 гвардейского стрелкового полка, 77 гвардейской стрелковой дивизии. Погиб 1.05.1944 г.[13].
- Пузан Павел Лукич — красноармеец, рядовой 528 стрелкового полка, 130 стрелковой дивизии. Умер от ран в 122 ОМСБ 8.03.1945 г. Похоронен в братской могиле п. Корнево (центр), Багратионовский район, Калининградская область, Россия.
- Притыковский Иван Васильевич — старший военфельдшер. Погиб 23.11.1946 г.
- Сердюк Григорий Ильич — красноармеец, рядовой 258 истребительно-противотанкового артиллерийского полка РГК. Погиб 12.07.1944 г.
- Филимонов Алексей Кузьмич — красноармеец, рядовой 1142 стрелкового полка, 340 стрелковой дивизии. Погиб 28.01.1944 г.
- Зубко Петр Андреевич, 1916 г. р. — красноармеец, рядовой 800 стрелкового полка 143 стрелковой дивизии. 16.12.1943 г. умер от ран в 737 подвижном полевом госпитале. Похоронен в г. Киев, Дарницкий воинский мемориал.
- Луговик Михаил Михайлович, 1905 г. р. — красноармеец, стрелок 136 стрелкового полка 97 стрелковой дивизии. Погиб 30 января 1945 г. в Восточной Пруссии. Похоронен в братской могиле п. Зайцево, Правдинский район, Калининградская область, Россия.

## Жизнь села
11 июня 2011 в селе Пески состоялся первый межрайонный детский фольклорный фестиваль «Игривая Радуга» («Грайлива Веселка»), в котором приняли участие коллективы и исполнители со всего района и соседней Борзнянщины.
19-20 мая 2012 по инициативе директора ЧСП «Песковское» Валерия Петровича Колоши был основан и проведен в Песках Первый Всеукраинский фестиваль «Возрождение украинского села, его духовности и культуры». Фестиваль прошёл под девизом: «Мое село, моя столица, моя провинция праздника», целью было акцентирование внимания молодежи к проблемам села, а также пропаганда здорового образа жизни среди сельской молодежи.

## Фотогалерея

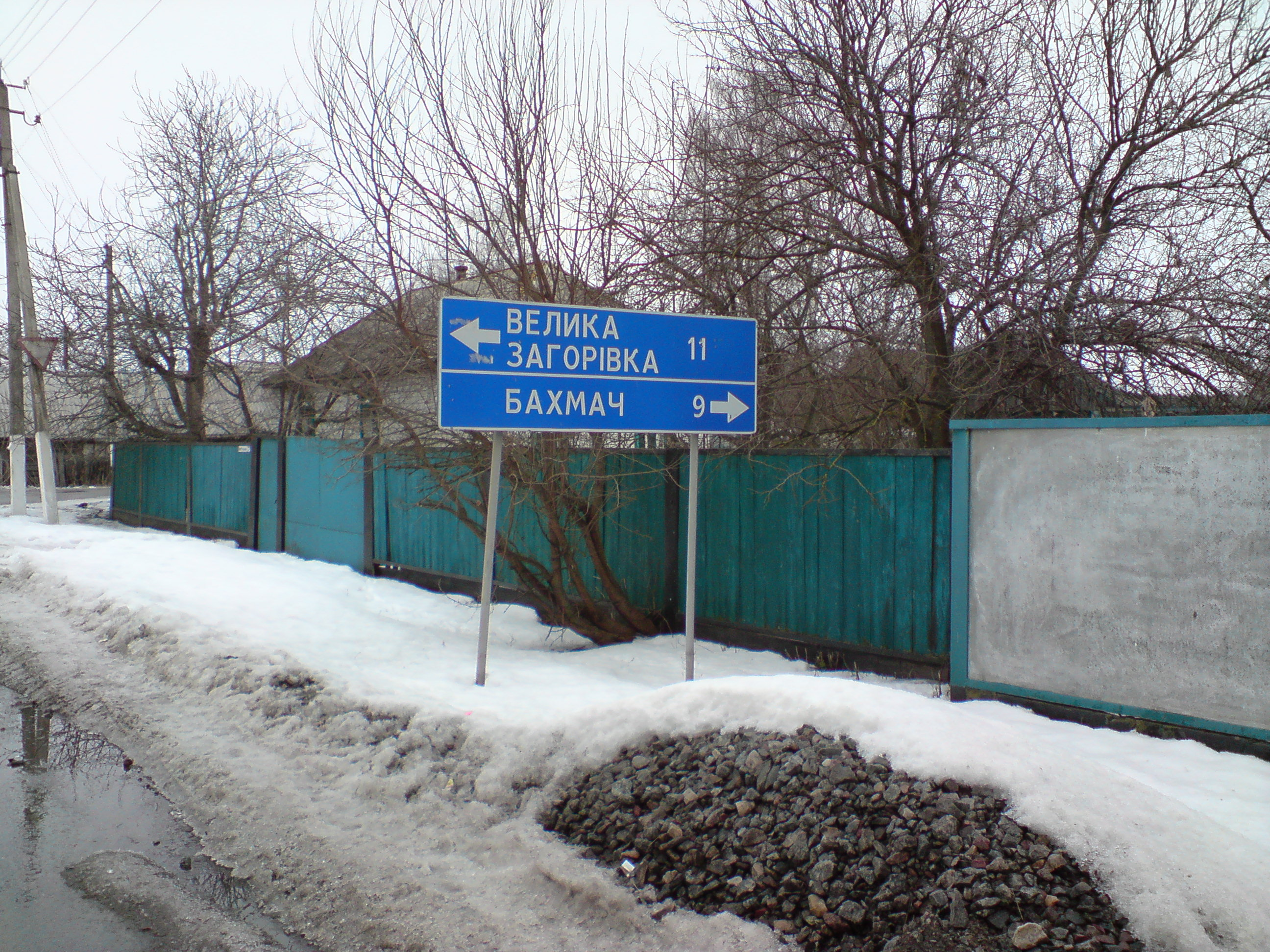
Указатель перед дорогой на Бахмач
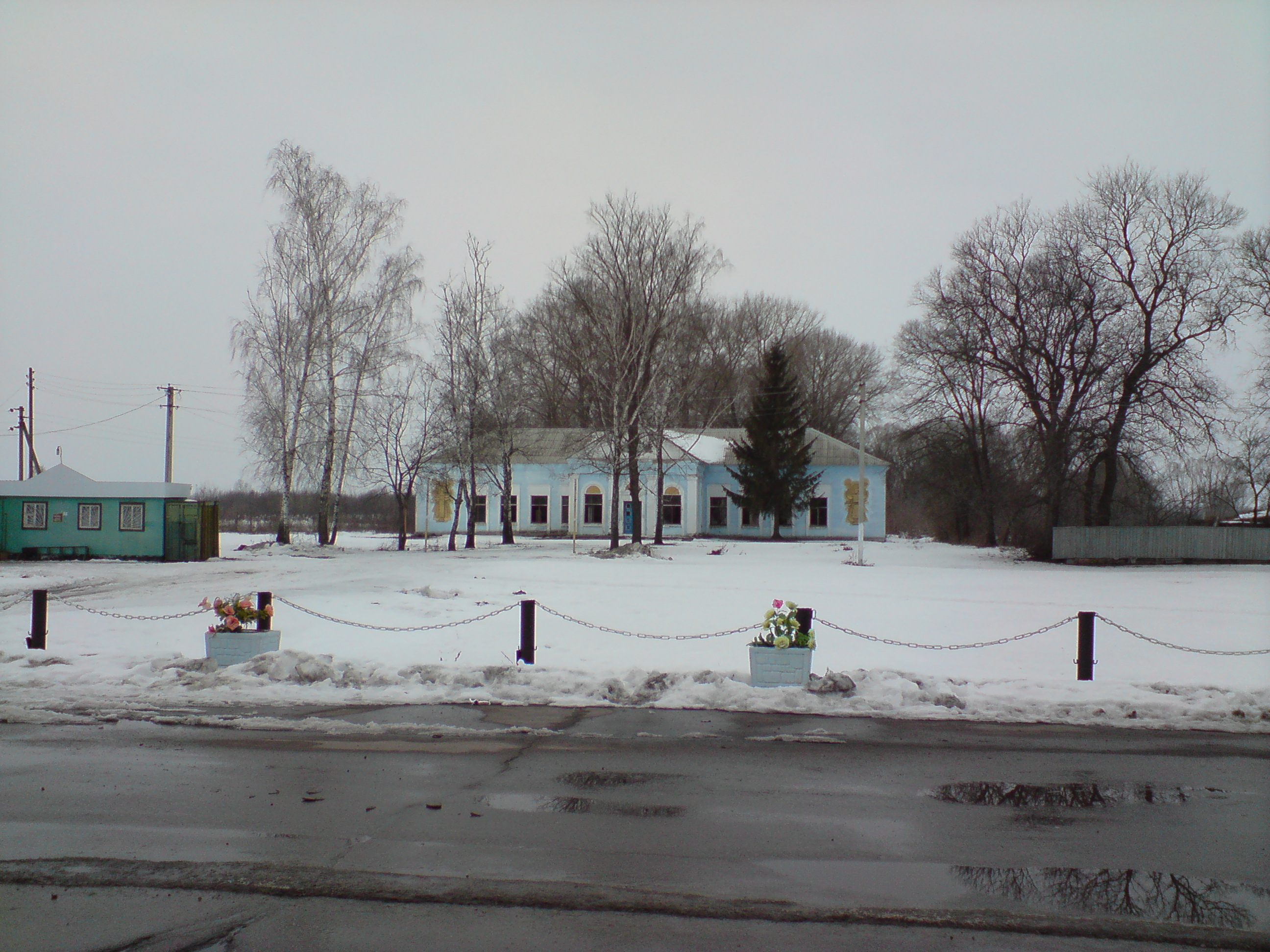
Сельский клуб
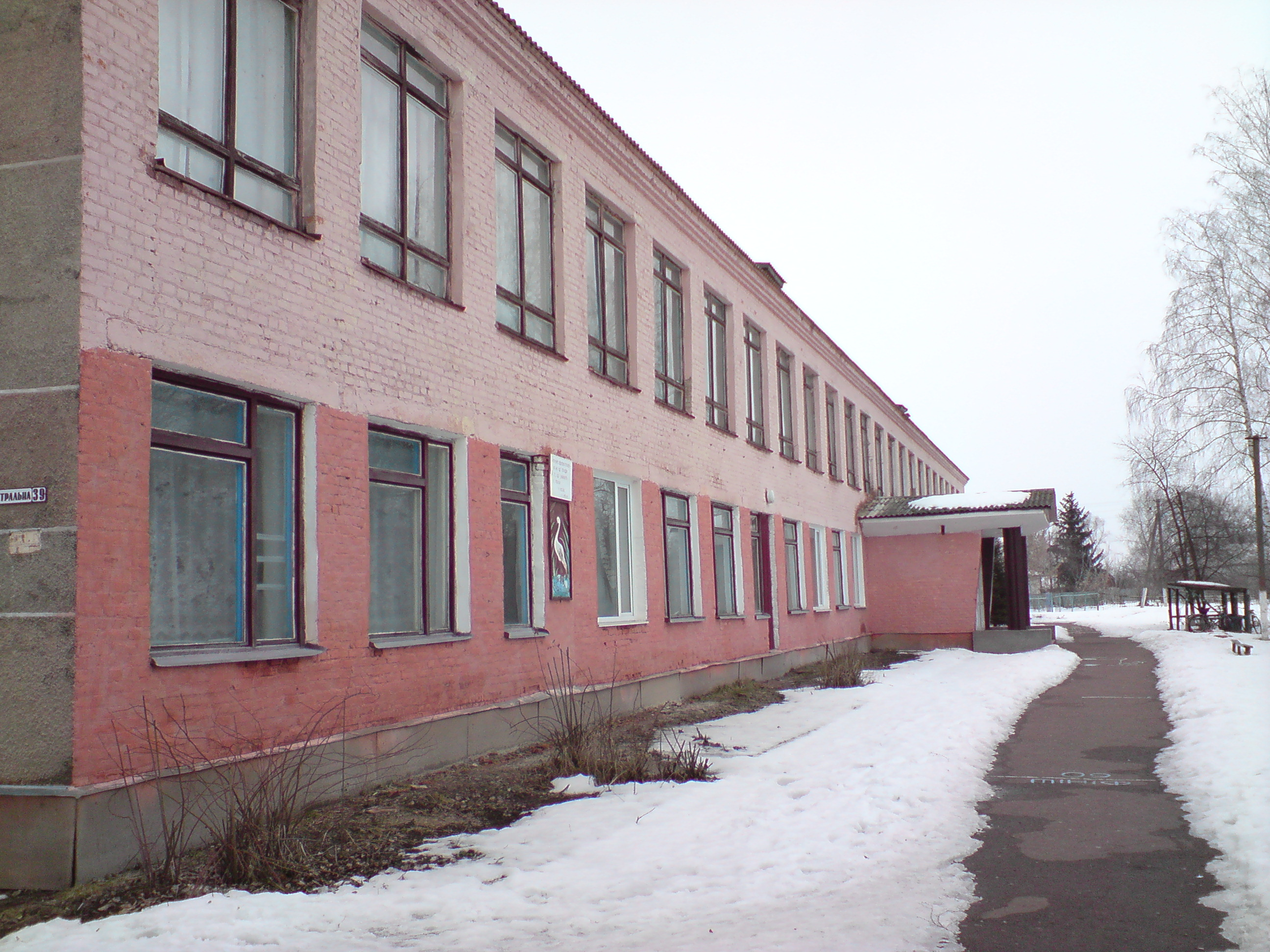
Песковская школа
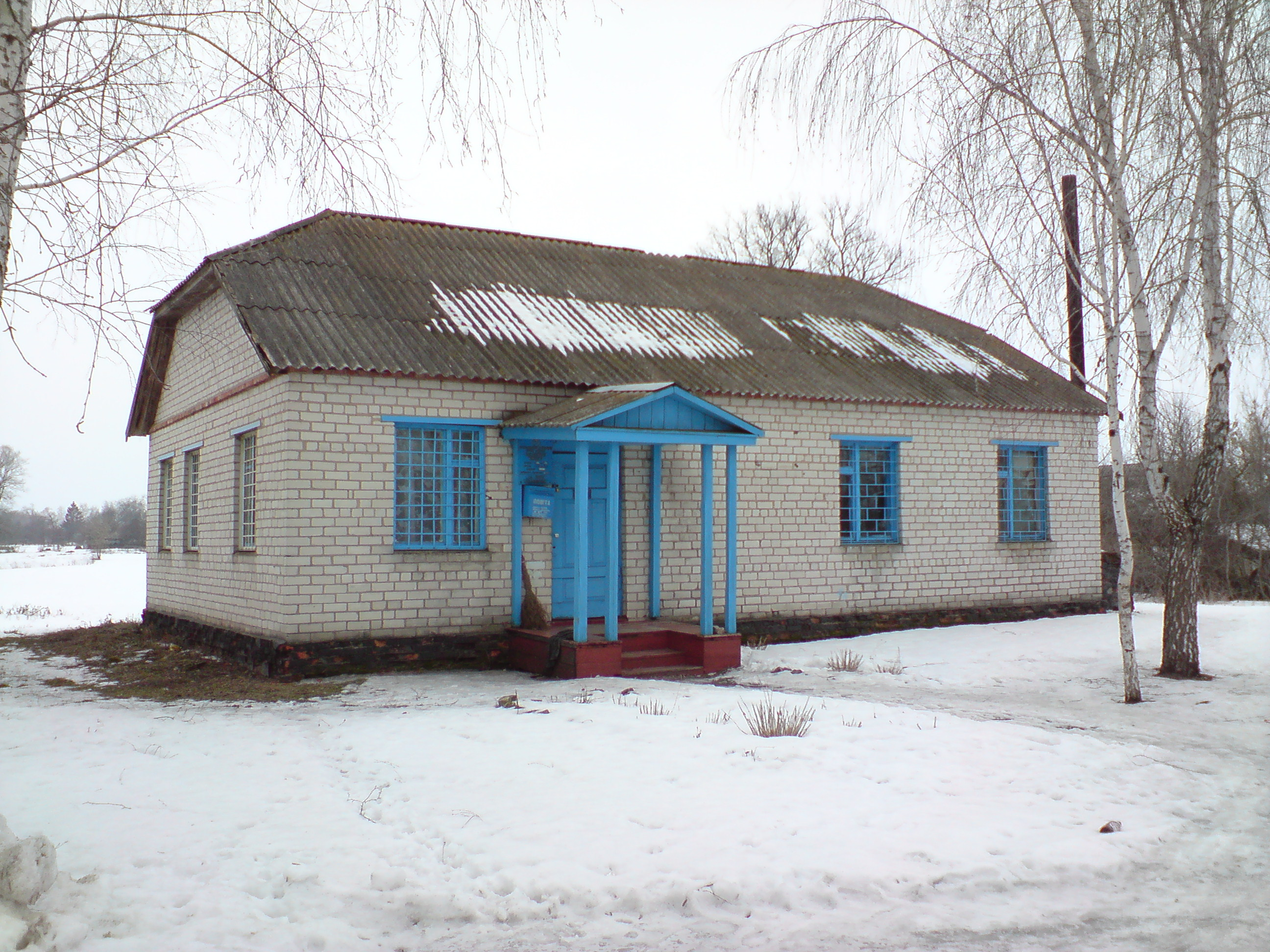
Отделение связи
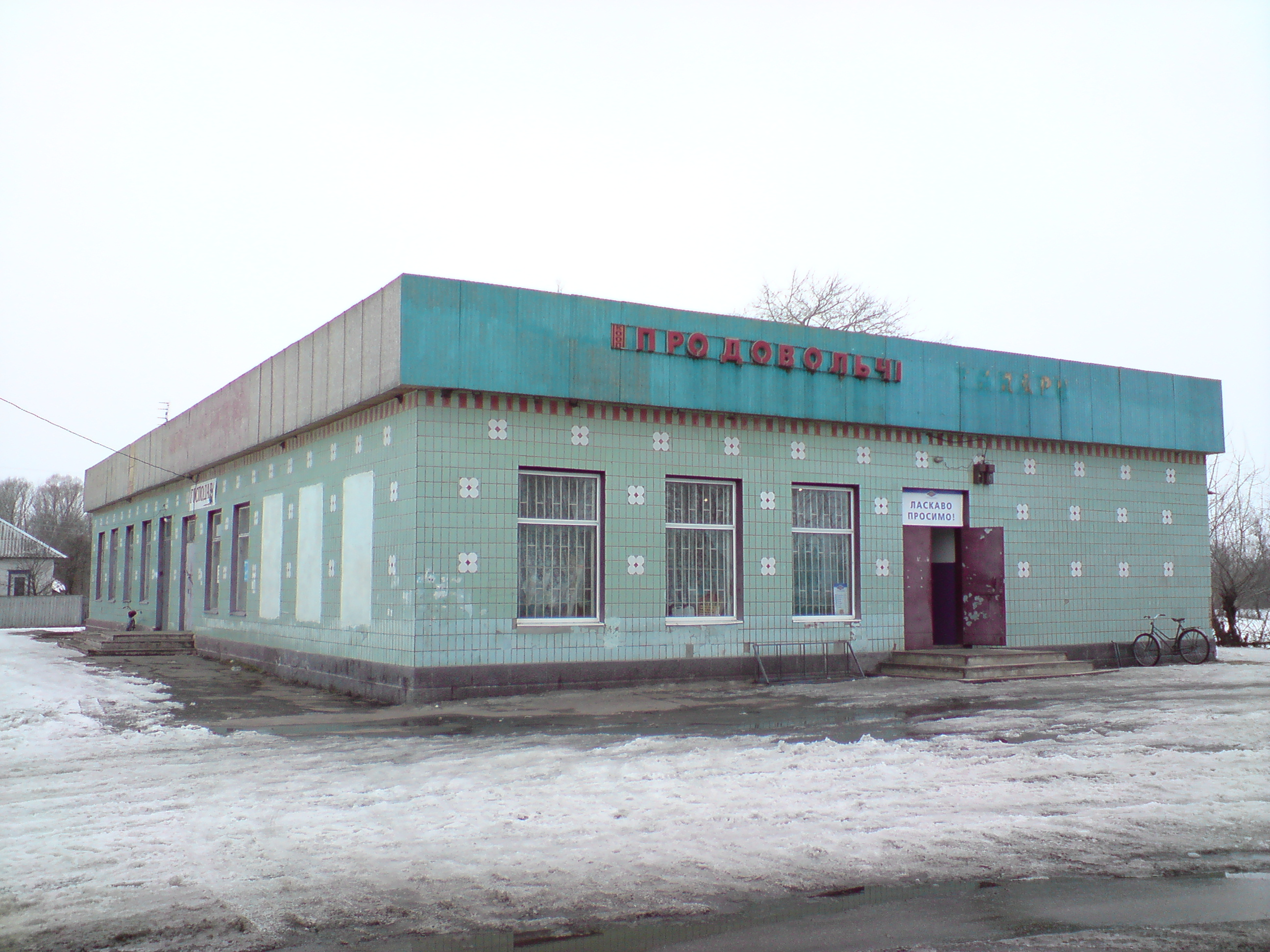
Продовольственный магазин
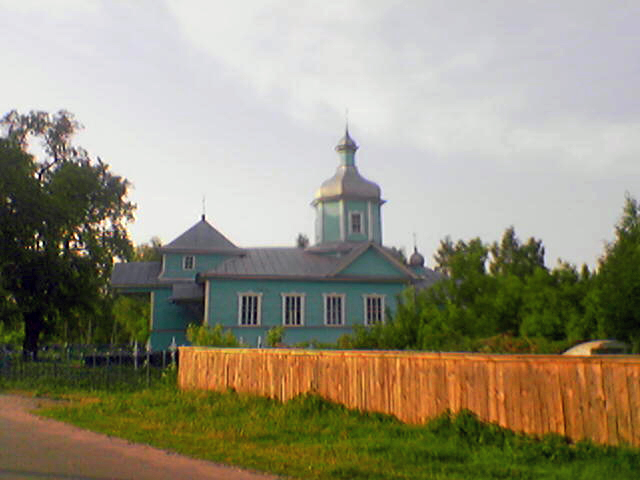
Храм Казанской иконы Божией Матери